# Voivodato di Tarnobrzeg

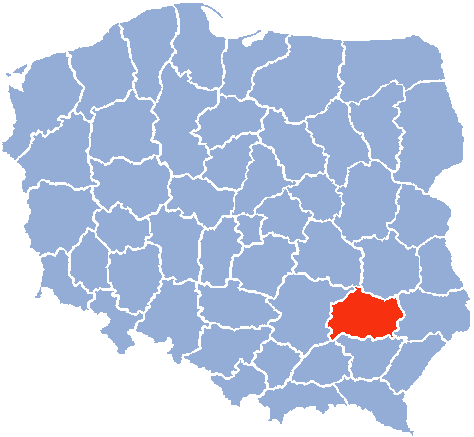
Voivodato di Tarnobrzeg

Il voivodato di Tarnobrzeg (in polacco: województwo tarnobrzeskie) era un'unità di divisione amministrativa e governo locale della Polonia negli anni 1975-1998; è stato poi nel 1999 sostituito dai voidovati dei Precarpazi, di Santacroce e dal Voivodato di Lublino. La città capitale era Tarnobrzeg.

## Principali città e popolazione
- Stalowa Wola (71 900 abitanti)
- Tarnobrzeg (50 700 abitanti)
- Sandomierz (27 000 abitanti)